# Mesanthemum auratum
Mesanthemum auratum är en gräsväxtart som beskrevs av Paul Lecomte. Mesanthemum auratum ingår i släktet Mesanthemum och familjen Eriocaulaceae. Inga underarter finns listade i Catalogue of Life.